# 볼라 지 오우루
캄페오나투 브라질레이루 세리이 A의 역대 최우수 선수상 수상자 명단이다.

## 역대 수상자
| 시즌 | 이름              | 포지션 | 구단         |
| ---- | ----------------- | ------ | ------------ |
| 2005 | 카를로스 테베스   | FW     | 코린치앙스   |
| 2006 | 호제리우 세니     | GK     | 상파울루     |
| 2007 | 호제리우 세니     | GK     | 상파울루     |
| 2008 | 에르나니스        | MF     | 상파울루     |
| 2009 | 지에구 소우자     | MF     | 파우메이라스 |
| 2010 | 다리오 콩카       | MF     | 플루미넨시   |
| 2011 | 네이마르          | FW     | 산투스       |
| 2012 | 프레드            | FW     | 플루미넨시   |
| 2013 | 이베르통 히베이루 | MF     | 크루제이루   |
| 2014 | 이베르통 히베이루 | MF     | 크루제이루   |
| 2015 | 헤나투 아우구스투 | MF     | 코린치앙스   |
| 2016 | 가브리에우 제주스 | FW     | 파우메이라스 |
| 2017 | 조                | FW     | 코린치앙스   |

## 같이 보기
- 프레미우 크라키 두 브라질레이랑